# Congocepheus hauseri
Congocepheus hauseri är en kvalsterart som beskrevs av Sandór Mahunka 1989. Congocepheus hauseri ingår i släktet Congocepheus och familjen Carabodidae. Inga underarter finns listade i Catalogue of Life.